# Iruña de Oca/Iruña Oka
Iruña de Oca/Iruña Oka község Spanyolországban, Arabában. Lakosainak száma 3625 fő (2024).

## Földrajza
Iruña de Oca/Iruña Oka Vitoria-Gasteiz, Ribera Alta/Erriberagoitia, Kuartango, Condado de Treviño és La Puebla de Arganzón községekkel határos.

## Népesség
A település lakosságának változását az alábbi diagram mutatja:
| Lakosok száma | 1895 | 2093 | 2437 | 2887 | 2966 | 3108 | 3270 | 3411 | 3468 | 3625 |
|               | 2001 | 2004 | 2006 | 2009 | 2011 | 2014 | 2016 | 2019 | 2021 | 2024 |